# الدوري اللبناني الممتاز 2008–09
دوري كرة القدم اللبناني 2008–09 هو الموسم التاسع والأربعون لدوري كرة القدم الممتاز في لبنان، وهو أعلى دوري احترافي لبناني لأندية كرة القدم منذ تأسيسه في عام 1933، بدأ الموسم في السبت 11 أكتوبر 2008 وانتهى في الخميس 26 أبريل 2009، حيث تنافس في الدوري إحدى عشر فريقًا، وفاز به نادي النجمة للمرة السابعة في تاريخه، بنتيجة 1-0 في المباراة النهائية أمام نادي الصفاء في 26 أبريل 2009،  وقد خاض فريق نادي العهد 20 مباراة، فاز بـ 16 مباراة منها، وتعادل في مباراتين، وخسر مباراتين، وكانت مجموع نقاطه 50 نقطة،  وفاز صالح سدير من نادي العهد بجائزة «أفضل هداف» بعد أن أحرز 18 هدفاً.
كان نادي العهد المدافع عن اللقب، وقد انضم فريق نادي السلام زغرتا الرياضي وفريق نادي الشباب الرياضي الغازيه إلى الدوري بعد ترقيتهما من الدوري اللبناني الدرجة الثانية 2007–08، بعد هبوط الإرشاد والنادي الأهلي صيدا الرياضي من الدوري اللبناني الممتاز 2007–08.
قبل بداية المنافسة أعلن نادي طرابلس انسحابه بسبب العديد من المشاكل، وقد أكد الاتحاد اللبناني لكرة القدم الانسحاب في 9 تشرين الأول/أكتوبر، وأستمر الدوري بإحدى عشر فريقاً.
بسبب إعادة هيكلة المسابقات الآسيوية، دخلت الفرق اللبنانية في كأس الاتحاد الآسيوي.

## الفرق
هبط فريقي الإرشاد والنادي الأهلي صيدا الرياضي إلى دوري الدرجة الثانية بعد انتهاء موسم 2007-2008 وحصولهما على المركزين السفليين، ورقي من دوري الدوري اللبناني الدرجة الثانية 2007–08 كل من سلام زغرتا وشباب الغازية.

### الملاعب والمواقع
| النادي                      | المدينة | الملعب                         |
| --------------------------- | ------- | ------------------------------ |
| نادي العهد                  | بيروت   | ملعب بيروت البلدي              |
| نادي الأنصار                | بيروت   | ملعب مدينة كميل شمعون الرياضية |
| نادي النجمة                 | بيروت   | ملعب مدينة كميل شمعون الرياضية |
| نادي المبرة                 | بيروت   | ملعب بيروت البلدي              |
| نادي الصفاء                 | بيروت   | ملعب الصفاء                    |
| شباب الساحل                 | بيروت   | ملعب بيروت البلدي              |
| نادي طرابلس                 | طرابلس  | الملعب الأولمبي الدولي         |
| التضامن صور                 | صور     | ملعب صور                       |
| الراسينغ بيروت              | بيروت   | ملعب فؤاد شهاب                 |
| نادي الحكمة بيروت           | بيروت   | ملعب فؤاد شهاب                 |
| نادي السلام زغرتا الرياضي   | زغرتا   | مجمع زغرتا الرياضي             |
| نادي الشباب الرياضي الغازيه | صيدا    | ستاد صيدا الدولي               |

## التغييرات الإدارية
| الفريق       | المدير السابق | طريقة المغادرة | حل محله |
| ------------ | ------------- | -------------- | ------- |
| نادي الأنصار | روي توماس     | أقيل           | جمال طه |

## النتائج النهائية
| مرتبة | النادي                      | لعب | فاز | تعادل | خسر | اهداف له | اهداف عليه | +/- | نقاط | صعود/هبوط                                             |
| ----- | --------------------------- | --- | --- | ----- | --- | -------- | ---------- | --- | ---- | ----------------------------------------------------- |
| 1     | نادي النجمة                 | 20  | 16  | 2     | 2   | 44       | 14         | +30 | 50   | تأهل إلى كأس الاتحاد الآسيوي 2010                     |
| 2     | نادي العهد                  | 20  | 15  | 4     | 1   | 45       | 22         | +23 | 49   | تأهل إلى كأس الاتحاد الآسيوي 2010 بصفته الفائز بالكأس |
| 3     | نادي الصفاء                 | 20  | 12  | 4     | 4   | 35       | 15         | +20 | 40   |                                                       |
| 4     | نادي الأنصار                | 20  | 10  | 6     | 4   | 25       | 17         | +8  | 36   |                                                       |
| 5     | شباب الساحل                 | 20  | 7   | 9     | 4   | 29       | 26         | +3  | 30   |                                                       |
| 6     | نادي المبرة                 | 20  | 6   | 8     | 6   | 24       | 21         | +3  | 26   |                                                       |
| 7     | الراسينغ بيروت              | 20  | 5   | 4     | 11  | 19       | 25         | −6  | 19   |                                                       |
| 8     | التضامن صور                 | 20  | 4   | 3     | 13  | 20       | 37         | −17 | 15   |                                                       |
| 9     | نادي الحكمة بيروت           | 20  | 3   | 5     | 12  | 14       | 30         | −16 | 14   |                                                       |
| 10    | نادي الشباب الرياضي الغازيه | 20  | 4   | 2     | 14  | 19       | 37         | −18 | 14   |                                                       |
| 11    | نادي السلام زغرتا الرياضي   | 20  | 2   | 5     | 13  | 14       | 44         | −30 | 11   | هبط إلى الدوري اللبناني - الدرجة الثانية              |
| 12    | نادي طرابلس *               | -   | -   | -     | -   | -        | -          | -   | -    | هبط إلى الدوري اللبناني - الدرجة الثانية              |

قواعد التصنيف: 1) النقاط؛ 2) وجها لوجه، 3) فارق الأهداف؛ 4) الأهداف المسجلة
- انسحب نادي طرابلس من الدوري، وفي 14 تشرين الأول/أكتوبر 2008 أعلن الاتحاد اللبناني لكرة القدم هبوط النادي إلى دوري الدرجة الثانية، وتغريمه مبلغ 15 مليون ليرة لبنانية.

## الأعلى نقاطاً
| المرتبة | الاسم          | النادي      | الأهداف |
| ------- | -------------- | ----------- | ------- |
| 1       | صالح سدير      | نادي العهد  | 27      |
| 2       | محمد قصاص      | نادي الصفاء | 16      |
| 3       | أحمد جرادي     | شباب الساحل | 8       |
| 4       | علي ناصر الدين | نادي النجمة | 7       |
| 5       | أكرم مغربي     | نادي النجمة | 6       |
|         | تومي جياكوميلي | نادي النجمة | 6       |
| 6       | زكريا شرارة    | نادي النجمة | 5       |

## وصلات خارجية
- صفحة "الدوري اللبناني الممتاز 2008–09" على موقع كووورة.